# Kelly Pannek
Kelly Pannek (Plymouth, 29 december 1995) is een Amerikaans ijshockeyster. Ze nam in 2018 met het Amerikaanse ijshockeyteam deel aan de Olympische Winterspelen in Pyeongchang. Hier won het team olympisch goud.

## Biografie
Pannek bracht haar middelbareschooltijd door op het Benilde-St. Margaret's en speelde daar tussen 2010 en 2014 in het ijshockeyteam. In dezelfde periode was ze onderdeel van het Amerikaanse onder 18-ijshockeyteam deel. Het team nam eind 2012 en begin 2013 deel aan het WK voor junioren (eveneens voor teams onder de 18 jaar) en veroverde daar de zilveren medaille.
Nadat ze in de zomer van 2014 afstudeerde, ging ze naar de Universiteit van Minnesota. Ze sloot zich vervolgens aan bij het universiteitsteam in de Western Collegiate Hockey Association. In haar eerste jaar won Pannek met haar team gelijk de collegekampioenschappen van de NCAA. Het jaar erop evenaarde ze deze prestatie en voor het einde van het seizoen 2016/17 werd ze toegevoegd aan het nationale ijshockeyteam. Hierdoor nam ze in 2017 deel aan het WK en won met het team de gouden medaille.
Als gevolg hiervan onderbrak de aanvaller in de zomer van 2017 haar studie en werd ze door de Amerikaanse hockeybond in 2018 geselecteerd voor de Olympische Winterspelen in Pyeongchang. Hier wonnen de Amerikanen olympisch goud.
1998:  Verenigde Staten · 
2002:  Canada · 
2006:  Canada · 
2010:  Canada · 
2014:  Canada · 
2018:  Verenigde Staten · 
2022:  Canada